# Inmigración noruega en Canadá
Los noruegos son uno de los mayores grupos étnicos europeos en Canadá y han contribuido en gran medida a su cultura, especialmente en el oeste del país.
Hay aproximadamente 1,2 millones de canadienses de origen escandinavo, lo que representa alrededor del 3,9% de la población de Canadá. En el Censo de Canadá de 2006 se informó de que 432.515 residentes canadienses confirmaban tener ascendencia noruega, lo que representaba el 1,4% de la población total de Canadá. La inmigración significativa proveniente de Noruega tuvo lugar desde mediados de la década de 1880 a 1930. En Canadá vive la segunda comunidad noruega más importante del continente americano y del mundo, fuera de Noruega, sólo por detrás de los Estados Unidos.

## Historia

### Exploración vikinga

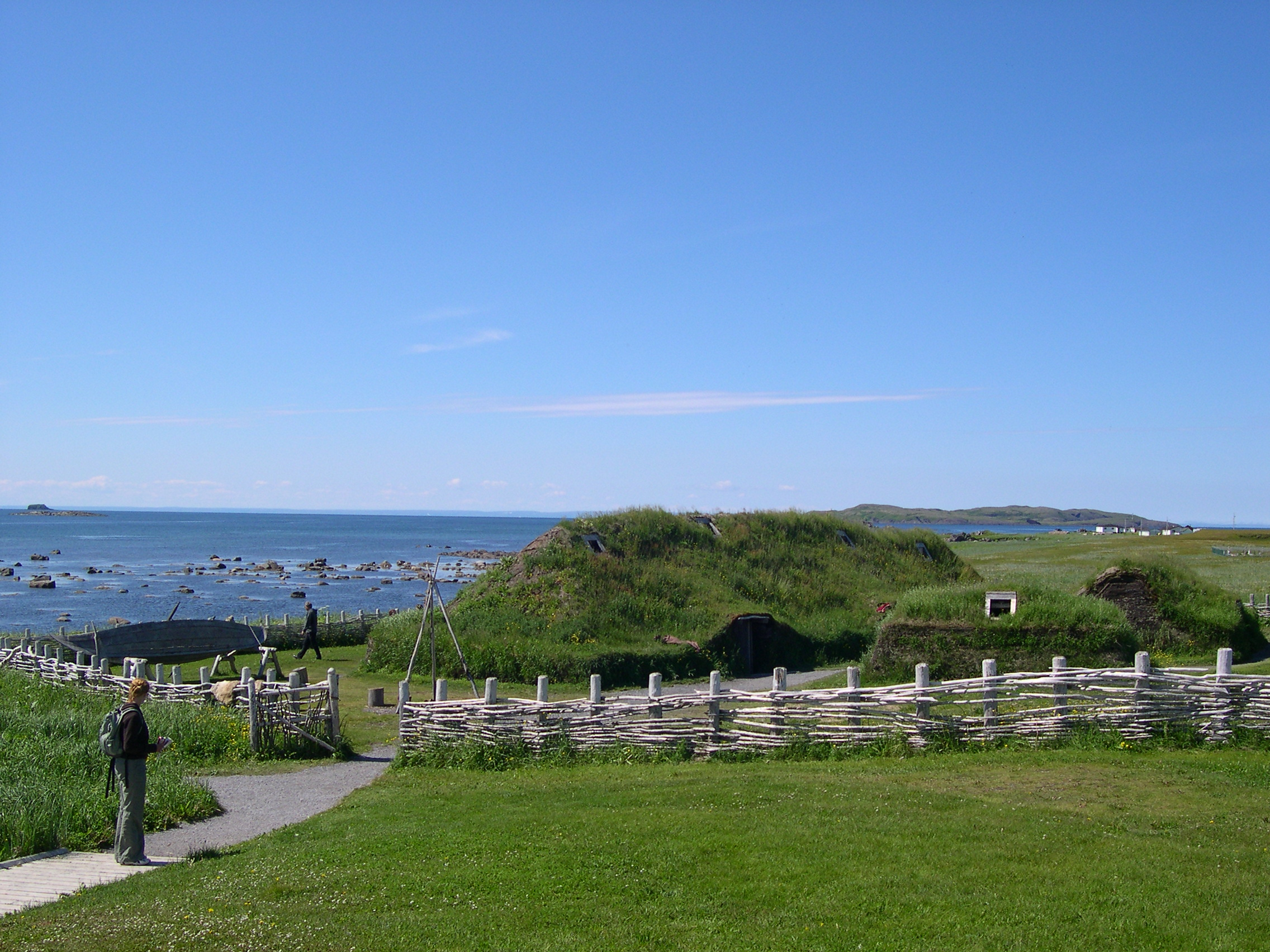
L'Anse aux Meadows en Terranova y Labrador.

Los noruegos han desempeñado papeles importantes en la historia de Canadá. Los primeros europeos en llegar a América del Norte fueron, de hecho, los nórdicos provenientes de Islandia, que hicieron por lo menos un gran esfuerzo estableciéndose en lo que hoy es la provincia canadiense de Terranova y Labrador (L'Anse aux Meadows) alrededor del año 1000. Se cree que Snorri Thorfinnsson, conocido como Snorri Guðriðsson, el hijo de Thorfinn Karlsefni y su esposa Guđriđ, fue el primer bebé blanco nacido en Canadá y América del Norte.

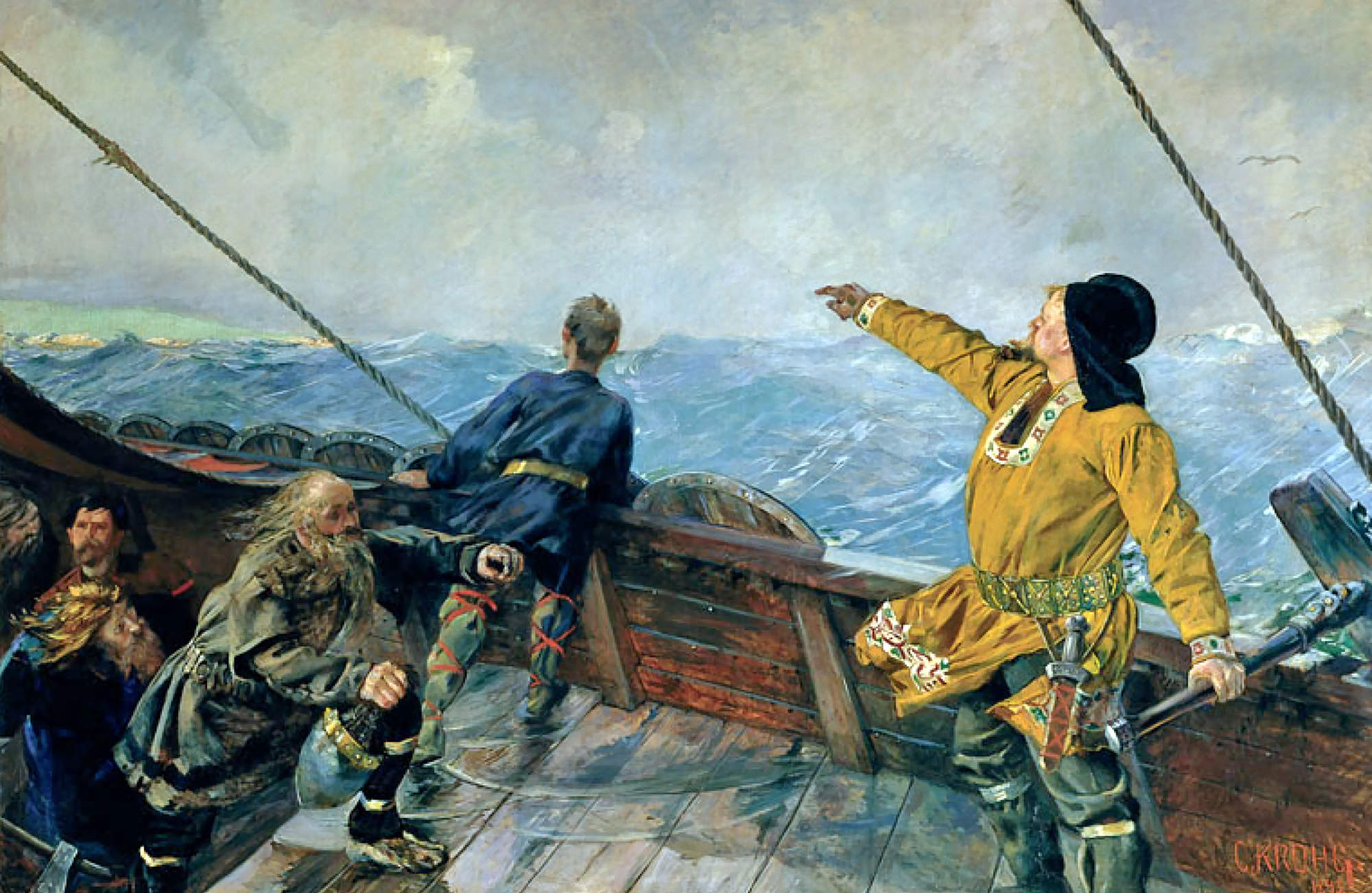
Leif Eriksson descubre Canadá y América del Norte.

En 1960, la arqueología desenterró la única colonia escandinava conocida en América del Norte (fuera de Groenlandia). Se encuentra en L'Anse aux Meadows, en el extremo norte de la isla de Terranova, en lo que hoy es la provincia canadiense de Terranova y Labrador. Aunque está demostrado de manera concluyente que los vikingos llegaron a América del Norte antes que Colón, aún está sujeto a debate si éste es el sitio exacto del Vinland mencionado en los escritos nórdicos. Por el contrario, existe consenso entre los estudiosos sobre que los vikingos llegaron a América del Norte aproximadamente cinco siglos antes de los viajes de Cristóbal Colón.
Las principales fuentes de información acerca de los viajes nórdicos a Vinland son dos sagas islandesas, la Saga de Erik el Rojo y la Saga de los groenlandeses. Estas historias se han conservado por tradición oral hasta que fueron puestas por escrito unos 250 años después de los acontecimientos que describen. La existencia de dos versiones de la historia muestra algunos de los retos de la utilización de las fuentes tradicionales de la historia, ya que comparten un gran número de elementos de la historia, pero los utilizan de diferentes maneras. Por ejemplo, las dos sagas cuentan con un marinero llamado Bjarni, que es impulsado fuera de curso en un viaje a Groenlandia, y cuya autoridad es posteriormente puesta en duda. En la Saga de los groenlandeses es Bjarni Herjólfsson quien descubre el continente americano como resultado de su accidente, pero en la Saga de Erik el Rojo es Bjarni Grimolfsson el que se conduce en una zona infestada de bromas en el camino a casa de Vinland, con el resultado de que su barco se hunde. Un breve resumen de los argumentos de las dos sagas muestra muchos ejemplos más.

### Inmigración organizada
La razón principal para la migración de Noruega parece ser la económica. Las granjas noruegas eran a menudo pequeñas e incapaces de mantener a una familia. A esto se añadía la falta de otro empleo para aumentar los ingresos familiares. Entre 1850 y 1910, aproximadamente 681 011 noruegos se dirigieron a América del Norte. Muy pocos se quedaron inicialmente en Canadá, pero algunos, después de una estancia en el Medio Oeste estadounidense, hicieron su camino a través de la frontera y se asentaron en las actuales provincias de Alberta y Saskatchewan. Uno de los primeros grupos en llegar en el siglo XIX desde Noruega a América partió de Stavanger el 4 de julio de 1825. Este grupo fue dirigido por Kleng Pedersen (Cleng Peerson). El barco, Restauración, de 45 toneladas, dirigido por Helland, era una balandra reconstruida, que trasladaba a 52 pasajeros. A ese número se añadió el bebé Larson, que nació durante el viaje. Muchos pasajeros de este grupo eran cuáqueros, que dejaban Noruega por razones religiosas. El viaje duró 97 días y llegó a Nueva York el 9 de octubre de 1825. En 1836, el Norden y Den Norske Klippe navegaron hacia América con 167 pasajeros. Otros dos barcos navegaron al año siguiente.
El Gobierno británico revocó las leyes de navegación en 1849 y desde 1850 en adelante, Canadá se convirtió en el puerto de elección, ya que los barcos noruegos llevaban a los pasajeros a Canadá y luego se llevaban la madera de regreso a Noruega. La ruta de Canadá ofreció muchas ventajas para el emigrante. "Se movían de Quebec, tanto por ferrocarril y barco de vapor por otras mil millas o más por una tarifa de tercera clase de un poco menos de $ 9.00. Buques de vapor de Quebec los llevaban a Toronto; luego, los inmigrantes generalmente viajaban en tren 93 millas hasta Collingwood, en el lago Huron, desde donde son transportados a través de los vapores del lago Míchigan a Chicago, Milwaukee y Green Bay". En 1855, había ocho buques reportados desde Noruega a Canadá en el informe de inmigración, con un promedio de un cruce de 45 días. Estos buques llevaban a 1.275 pasajeros. Al año siguiente, 14 buques hicieron el viaje en un promedio de 54 días, y transportando a 2 821 pasajeros. Uno de estos buques, el Orion de Stavanger, se dijo que llevaría a 50 indigentes, todos dirigiéndose al oeste americano, pero debido a la falta de fondos fueron enviados a Buffalo. Los pasajeros del Gifion, todos procedieron a Wisconsin.
Hubo un número considerable de muertes entre los inmigrantes noruegos en 1857. De los 6 507 inmigrantes que llegaron en ese año, hubo 100 muertes. En 1859, sin embargo, la emigración descendió con sólo 16 buques procedentes de Noruega, llevando a 1 756 pasajeros. De los más de 28 460 noruegos que vinieron a Canadá en la década de 1850 se estima que sólo 400 se asentaron en Canadá, la mayoría se trasladó hacia el oeste estadounidense. Un pequeño asentamiento de noruegos se inició en la Península Gaspe, en el Bajo Canadá, en 1854. Un informe publicado en 1859, declaró que 25 familias, un total de 126 personas, se asentaron en el Gaspe. A ellos se unieron en 1860, otras 50 personas. Sin embargo, los noruegos no estaban contentos, y después de un invierno muy duro en 1861-2 comenzaron a hacer su camino hacia el Medio Oeste estadounidense. Cerca de 14 familias que llegaron en el buque Flora de Cristianía en 1856 fueron a los municipios del este, cerca de lo que hoy en día es Sherbrooke. Estaban siguiendo los pasos de otros dos noruegos que se asentaron en esta zona en 1853. Johan Schroder, quien viajó a los Estados Unidos y Canadá en 1863, informó que un grupo de inmigrantes noruegos, liderados por un agente, se estableció en Bury, en los Cantones del Este, en 1856. Uno de los primeros pobladores de esta zona fue el capitán John Svenson, quien murió en 1878.

### Principales asentamientos

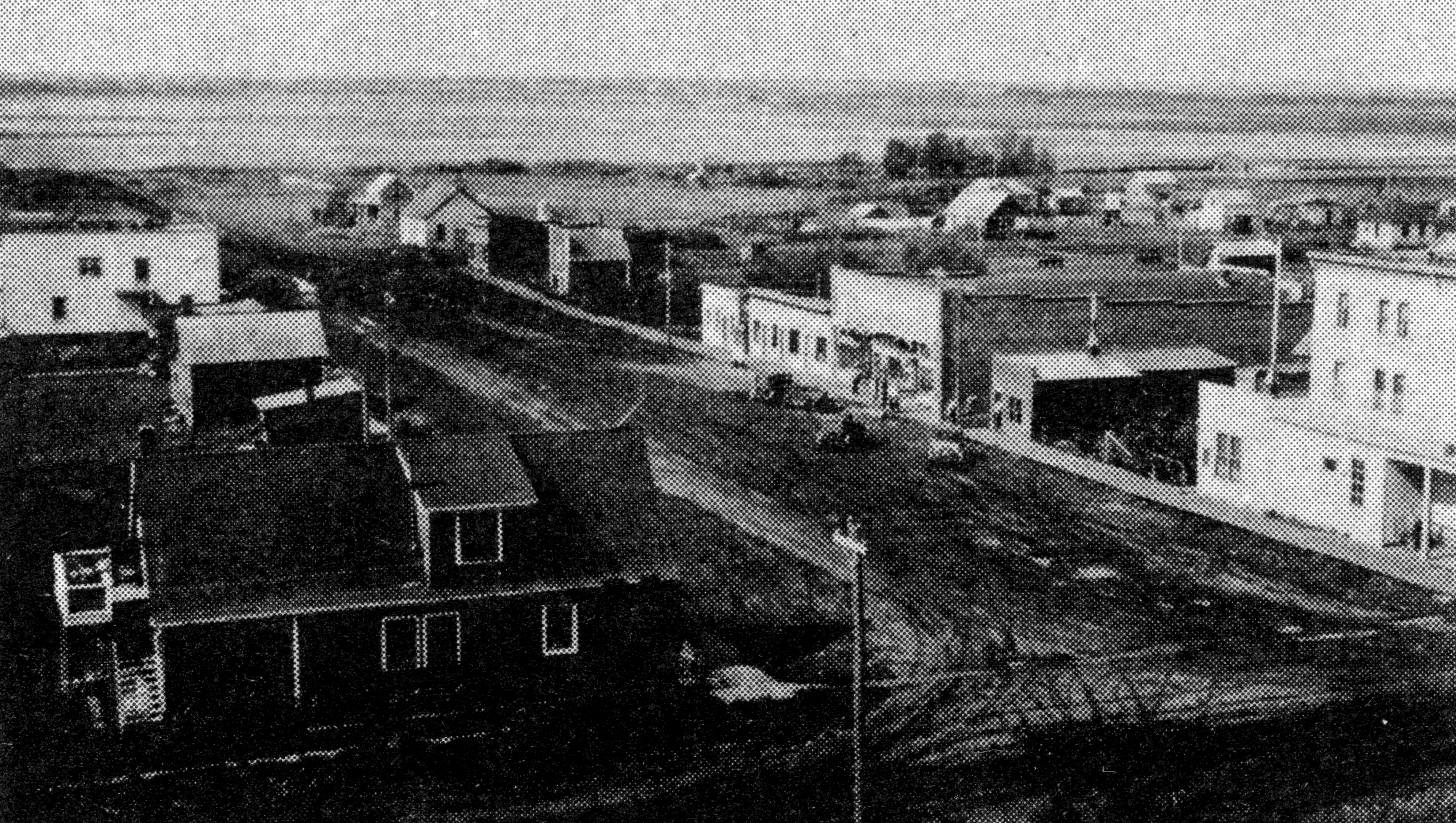
New Norway, Alberta ca. 1915.

Los noruego-canadienses se encuentran asentados por todo el país, pero con una concentración más importante en el oeste de Canadá. Las praderas fueron el centro de la colonización noruega en Canadá.
Los asentamientos en Canadá creados principalmente por inmigrantes noruegos fueron:
- Birch Hills, Saskatchewan
- Rose Valley, Saskatchewan
- Hagensborg, Columbia Británica
- Tallheo, Columbia Británica
- Quatsino, Columbia Británica
- Pemberton, Columbia Británica (originalmente fundada como Agerton)
- New Norway, Alberta
- Norway, Ontario

## Cultura y tradiciones

### Religión

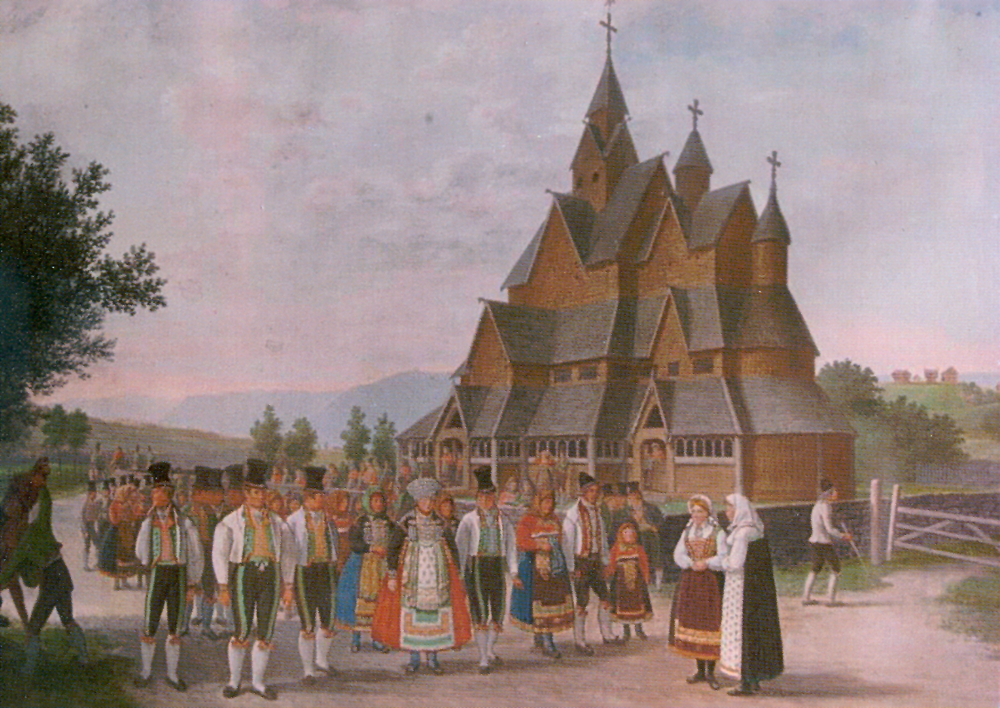
Iglesia de madera de Heddal, Noruega por Johannes Flintoe (1828), la pintura más antigua conocida de una iglesia de madera, edificio religioso típico del norte de Europa.

La conversión de Noruega del paganismo nórdico al cristianismo se inició a comienzos del año 1000. Hacia mediados del siglo XI, el cristianismo se había consolidado en Noruega, llegando a ser dominante a mediados del siglo XII. En principio, los noruegos eran católicos, hasta que el rey Cristián III de Dinamarca los obligó a convertirse al luteranismo y estableció una iglesia gobernada por el Estado. La Iglesia inició un programa para convertir a los samis durante los siglos XVI y XVII.

## Hoy en día

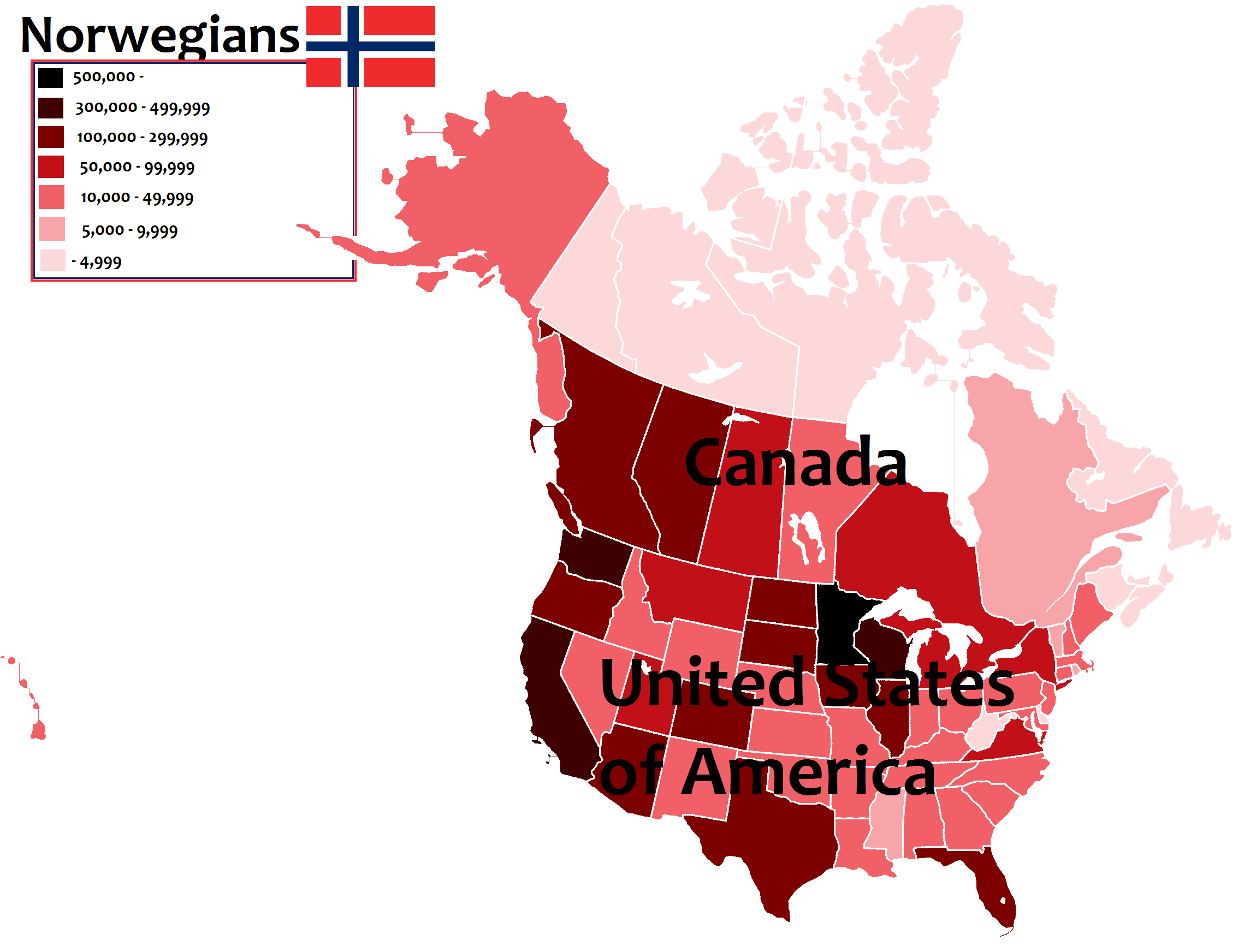
Un mapa de los Estados Unidos y Canadá con el número de noruego-estadounidenses y noruegos-canadienses en cada estado y provincia, incluyendo el Distrito de Columbia.

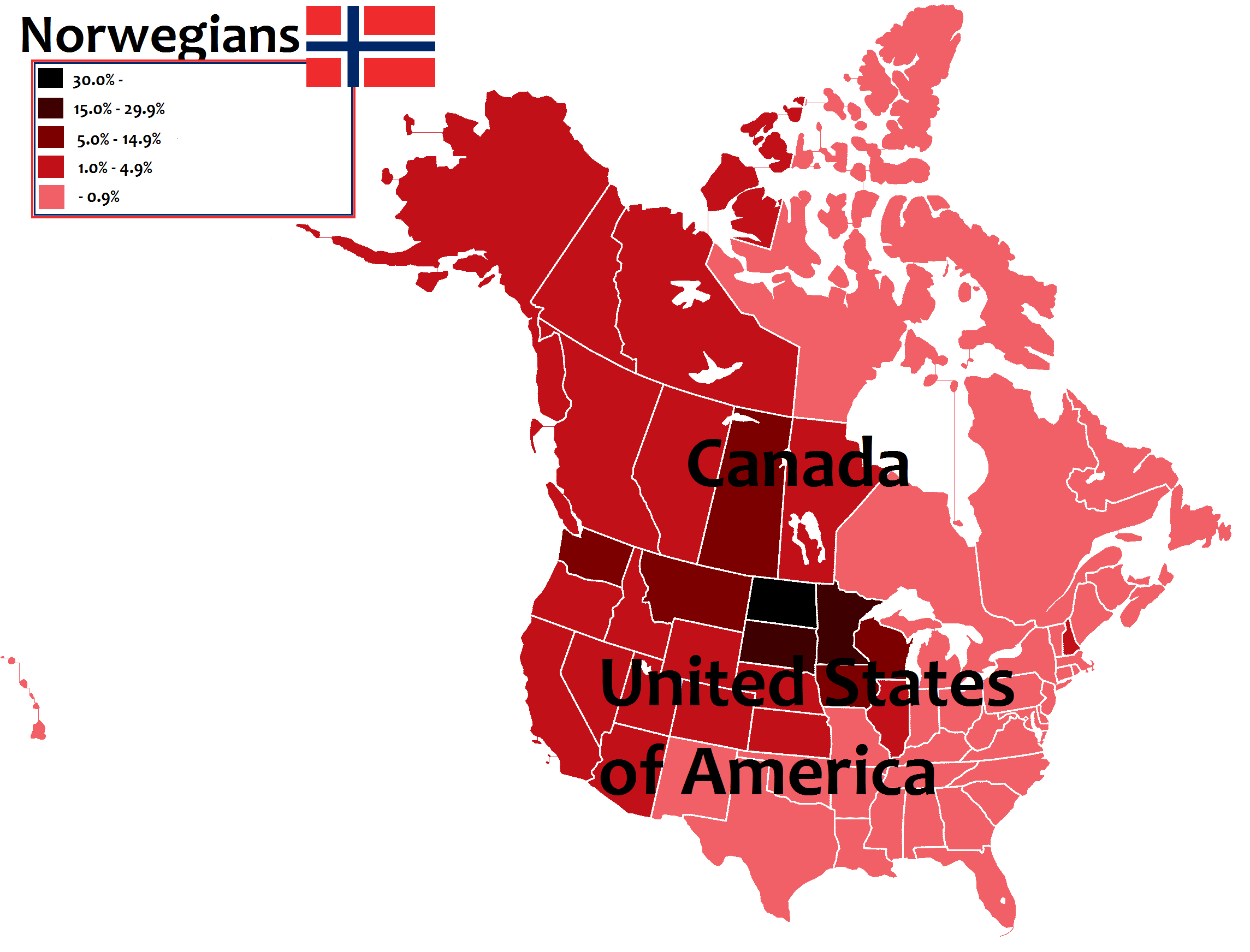
Un mapa de los Estados Unidos y Canadá mostrando el porcentaje de noruegos-estadounidenses y noruegos-canadienses en cada estado y provincia incluyendo el Distrito de Columbia.

En Canadá se encuentran Little Norway (Pequeña Noruega, en inglés) y Camp Norway, ambas instalaciones noruegas de entrenamiento militar, durante la Segunda Guerra Mundial; y el puerto de Halifax era un refugio para la marina mercante de Noruega y de la Marina Real de Noruega durante el mismo conflicto.

### Población noruega en Canadá

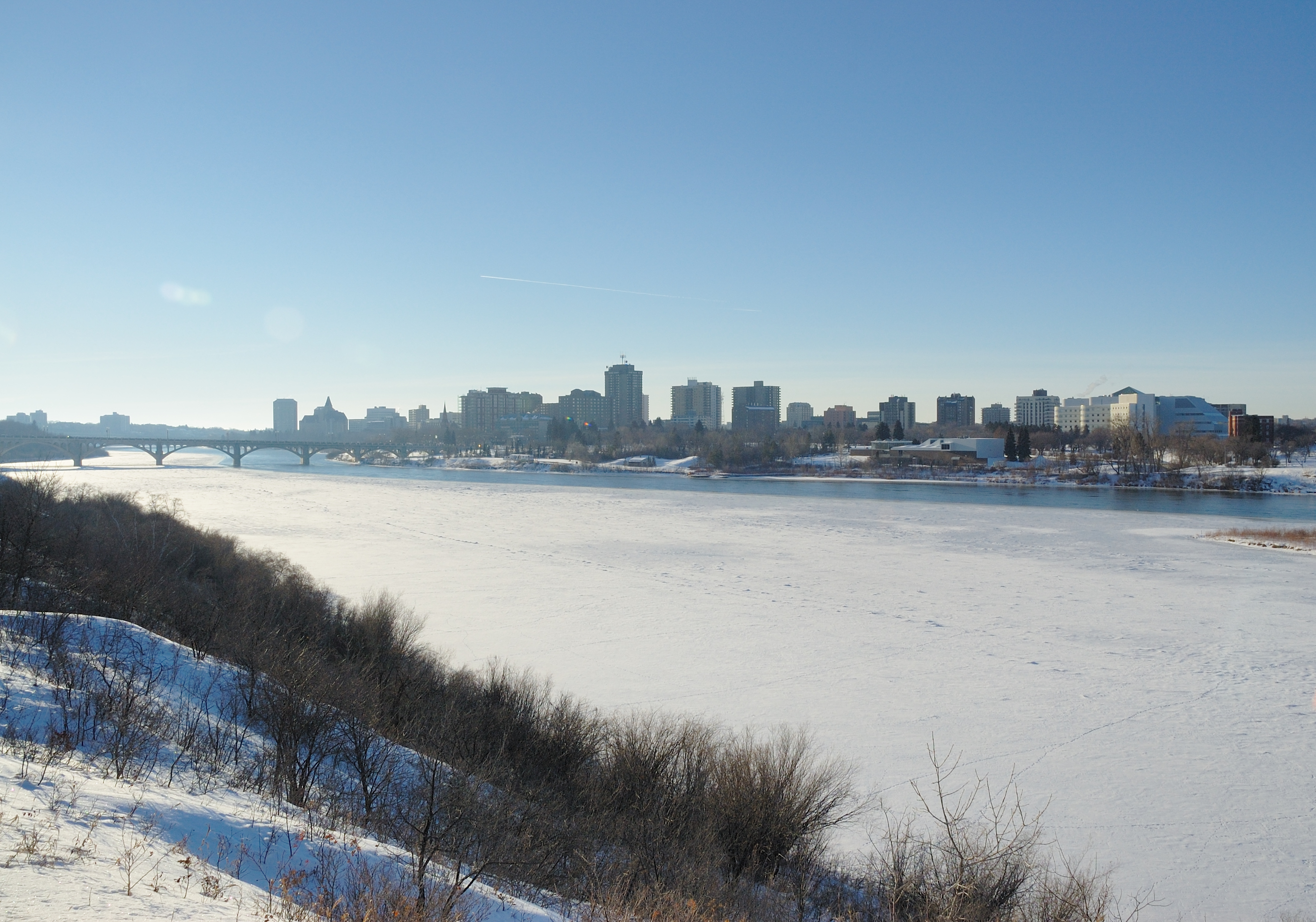
Saskatoon, Saskatchewan. El 7.6% de la población de Saskatchewan es de ascendencia noruega.

De acuerdo con las cifras de Statistics Canada desde el censo de 2006, 521.390 canadienses se identificaron a sí mismos como descendientes de noruegos étnicos, en una encuesta en la que se les permitía dar respuestas múltiples. Las cifras de noruegos, desglosadas por provincias y territorios, son las siguientes:
| Provincia                 | Noruego-canadiense | Porcentaje de noruego-canadienses |
| ------------------------- | ------------------ | --------------------------------- |
| Canadá                    | 432,515            | 1.6%                              |
| Alberta                   | 144,585            | 4.9%                              |
| Columbia Británica        | 129,425            | 3.6%                              |
| Saskatchewan              | 68,650             | 7.6%                              |
| Ontario                   | 53,840             | 0.5%                              |
| Manitoba                  | 18,395             | 4.2%                              |
| Quebec                    | 6,350              | 0.09%                             |
| Nueva Escocia             | 4,675              | 0.5%                              |
| Nuevo Brunswick           | 2,625              | 0.3%                              |
| Terranova y Labrador      | 1,510              | 0.3%                              |
| Yukón                     | 1,340              | 4.7%                              |
| Territorios del Noroeste  | 670                | 2.0%                              |
| Isla del Príncipe Eduardo | 390                | 0.3%                              |
| Nunavut                   | 55                 | 0.2%                              |

### Idioma noruego por provincia
| Provincia                 | Idioma noruego | Porcentaje |
| ------------------------- | -------------- | ---------- |
| Canadá                    | 7,710          | 0.02%      |
| Columbia Británica        | 3,420          | 0.08%      |
| Alberta                   | 1,360          | 0.04%      |
| Ontario                   | 1,145          | 0.00%      |
| Saskatchewan              | 895            | 0.09%      |
| Quebec                    | 370            | 0.00%      |
| Nueva Escocia             | 175            | 0.01%      |
| Manitoba                  | 160            | 0.01%      |
| Terranova y Labrador      | 95             | 0.01%      |
| Nuevo Brunswick           | 80             | 0.01%      |
| Yukón                     | 10             | 0.03%      |
| Territorios del Noroeste  | 0              | 0.00%      |
| Nunavut                   | 0              | 0.00%      |
| Isla del Príncipe Eduardo | 0              | 0.00%      |